# Miñera
Miñera fue una localidad española de la provincia de León (comunidad autónoma de Castilla y León, España). Estaba situada a la orilla izquierda del río Luna y desapareció bajo las aguas del embalse de Barrios de Luna inaugurado oficialmente en 1956.

## Historia
Siglo XIX
En el siglo XIX Pascual Madoz en su Diccionario Geográfico lo describió:
Como un lugar en la provincia de León perteneciente al Ayuntamiento de Los Barrios de Luna.  Partido judicial de Murias de Paredes; audiencia territorial y capitanía general de Valladolid. Pertenecía a la diócesis de Oviedo, vicaría del pueblo de San Millán de los Caballeros y arciprestazgo de Luna. Situado a orillas del río Luna sobre el que hay un puente de piedra de nueve arcos y de sólida construcción. Tenía en aquellos años 26 casas, una escuela de primeras letras y la parroquia de Santa María además de una ermita de propiedad privada. Caminos, los locales. Se producía grano, legumbres y pastos. Había cría de ganado, caza abundante y pesca de truchas y anguilas principalmente.
Siglo XX
En 1956 se construyó para zonas de regadío del Páramo Leonés y la comarca del río Órbigo el embalse de Barrios de Luna cuyo proyecto databa de 1935-1936 y que provocó la despoblación de 14 pueblos: El Ayuntamiento de Láncara de Luna quedó sumergido junto con sus pueblos Arévalo, Campo de Luna, La Canela, Casasola, Cosera de Luna, Lagüelles, Láncara de Luna, Miñera, Mirantes de Luna El Molinón, Oblanca, San Pedro de Luna, Santa Eulalia de las Manzanas, Truva y Ventas de Mallo.

Miñera durante la sequía del embalse en 2017
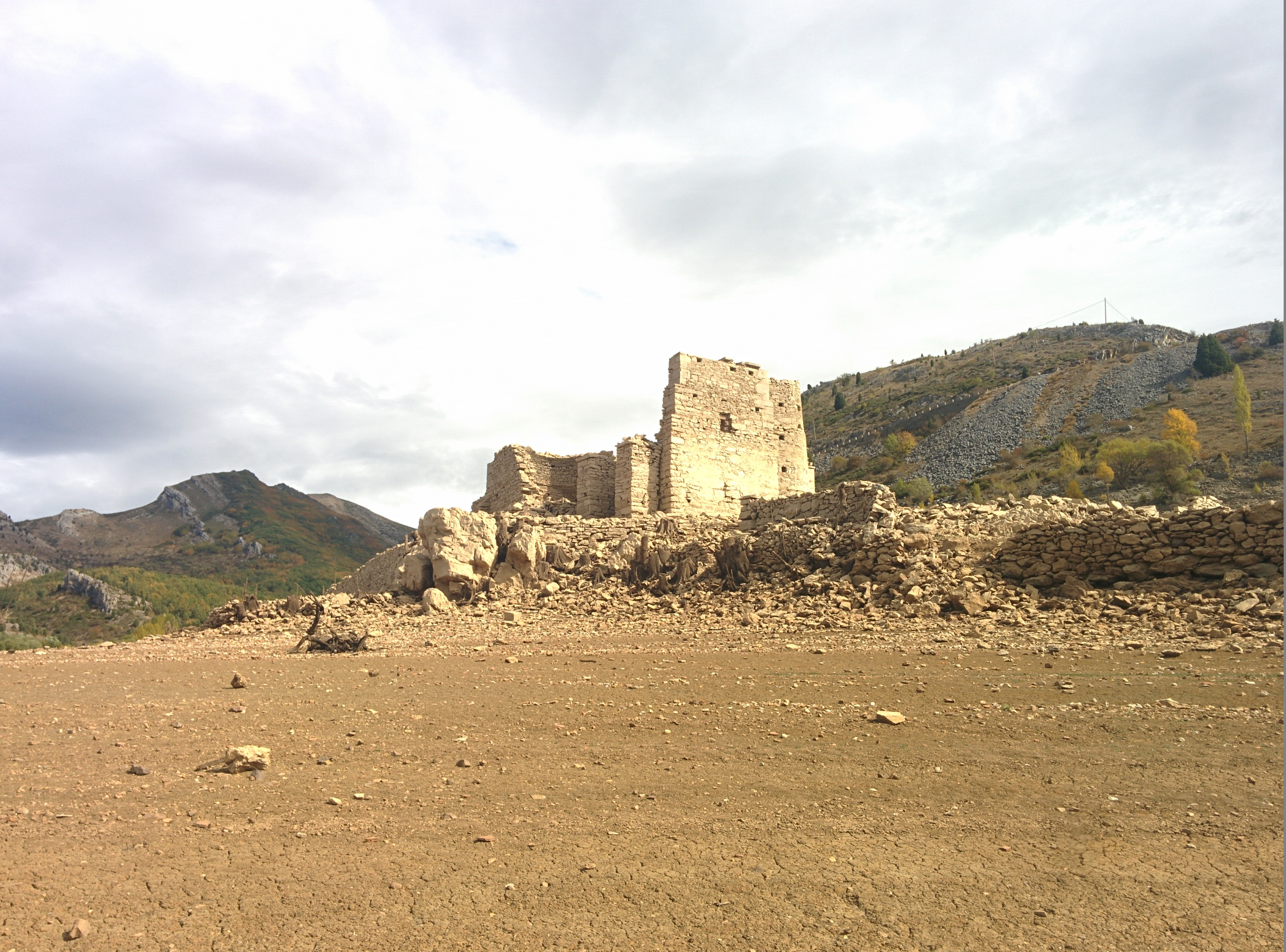
Restos de la iglesia vistos durante la sequía de 2017
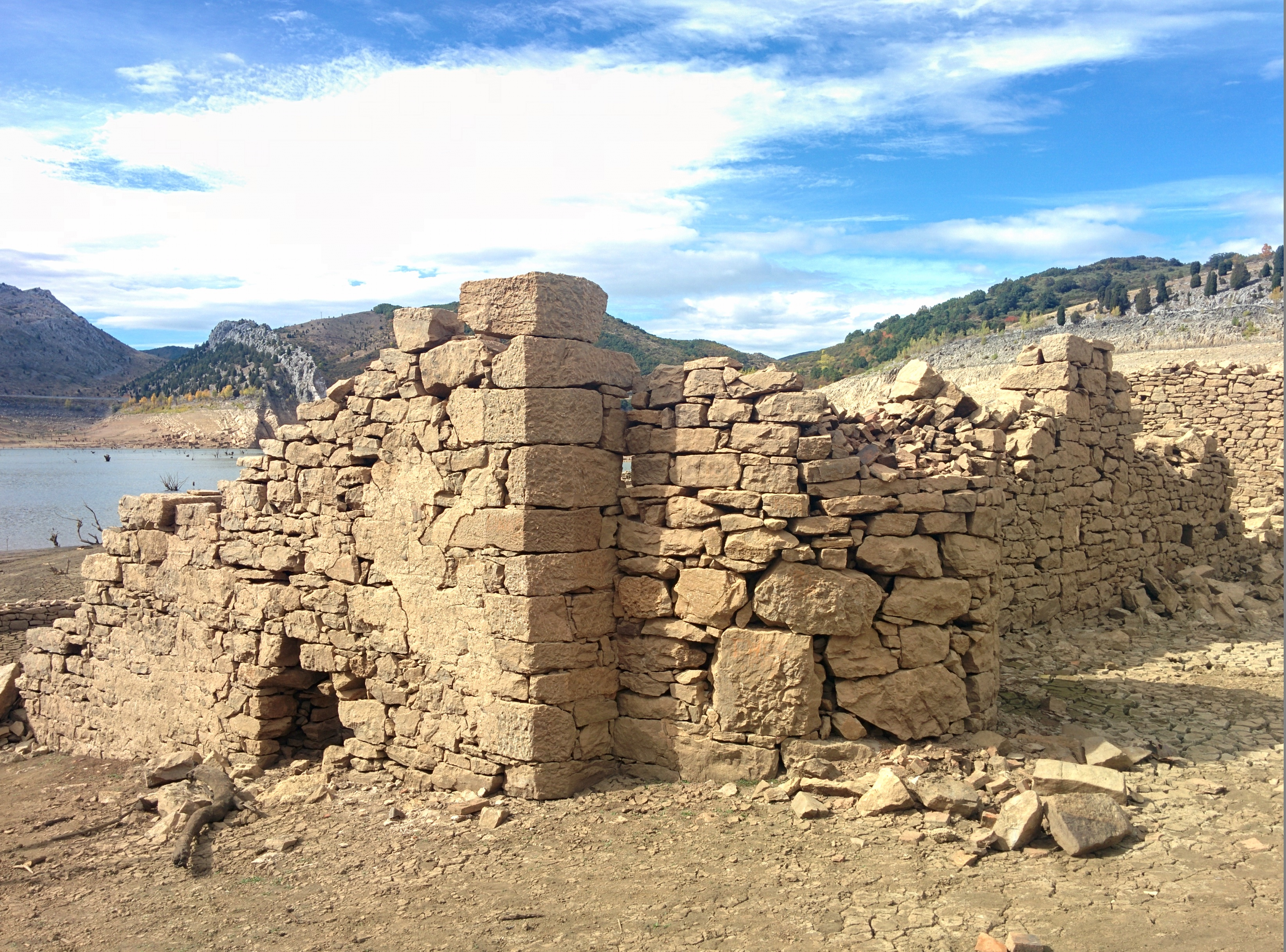
Durante la sequía de 2017
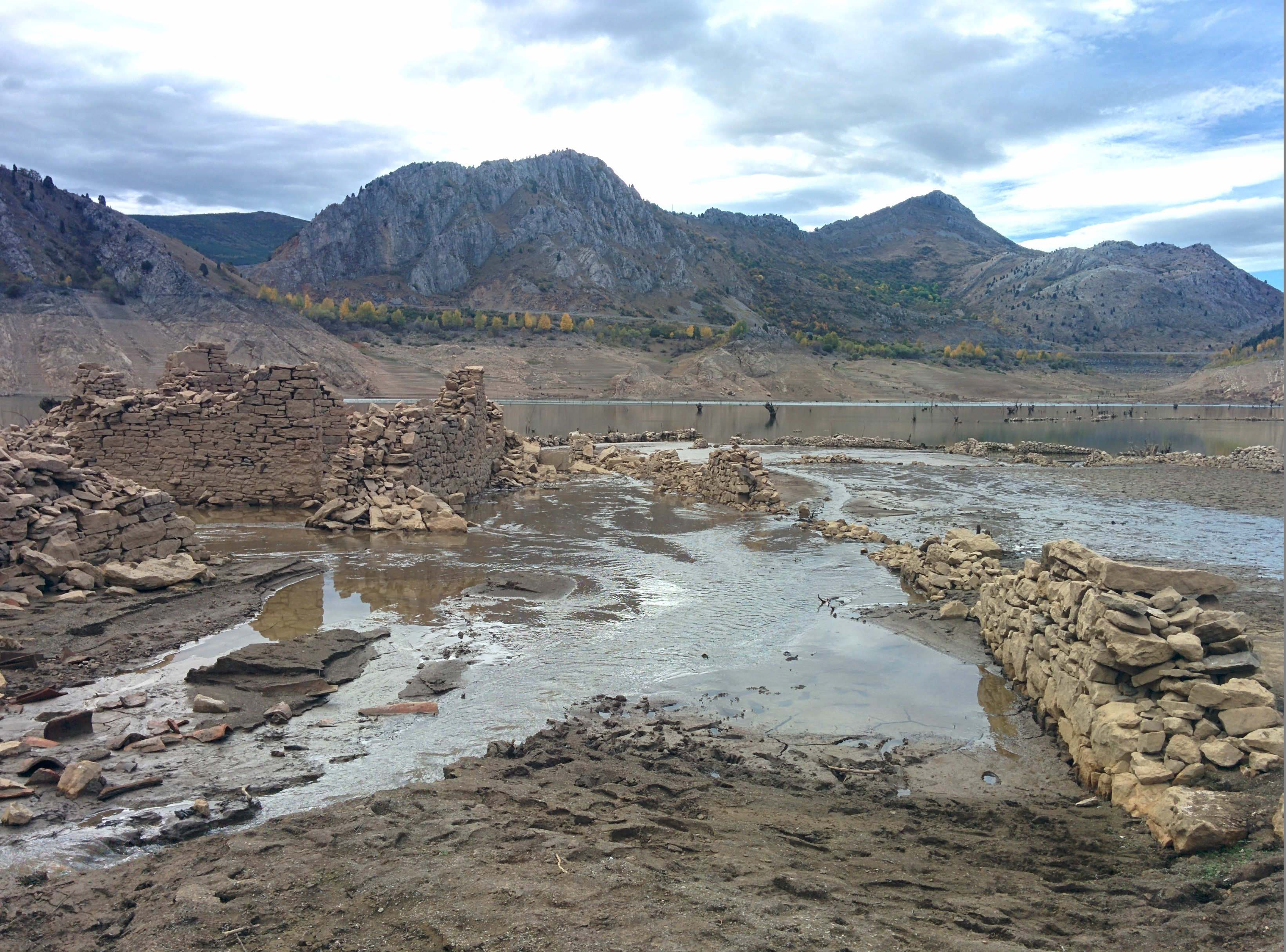
Durante la sequía de 2017